# George Wigram Allen

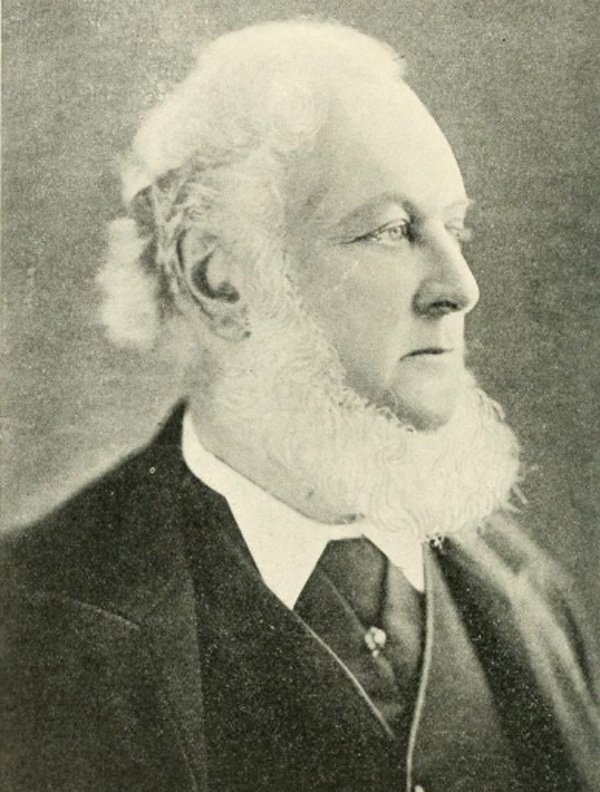
Sir George George Wigram Allen

Sir George Wigram Allen, KCMG (* 16. Mai 1824 in Surry Hills, New South Wales; † 23. Juli 1884 in Glebe, Sydney, New South Wales) war ein australischer Politiker, der zwischen 1860 und 1861 sowie von 1869 bis 1883 Mitglied im Parlament von New South Wales sowie von 1875 bis 1882 Sprecher der dortigen Legislativversammlung war.

## Leben

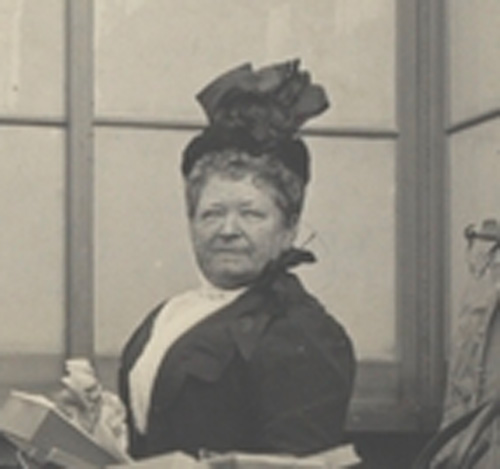
Lady Marian Allen, die Ehefrau von Sir George William Allen (1900).

George Wigram Allen war der älteste Sohn des Rechtsanwalts George Allen (1800–1877), der zwischen 1845 und seinem Tode 1877 Mitglied des Legislativrates des Parlaments von New South Wales war, und dessen Ehefrau Jane Bowden. Er besuchte zunächst die von William Timothy Cape geleitete Cape’s School, die mehrere Premiers absolvierten, und danach das Sydney College, aus der 1857 die Sydney Grammar School hervorging. 1841 begann er seine juristische Ausbildung bei seinem Vater, trat nach seiner anwaltlichen Zulassung zum Solicitor 1846 in dessen Anwaltskanzlei ein und wurde 1847 Partner seines Vaters. Allen interessierte sich besonders für Bildung, nicht nur durch seine Rolle als Kommissar für nationale Bildung (Commissioner of National Education) von 1853 bis 1867, sondern auch durch seine großzügigen Spenden an mehrere Bildungseinrichtungen. Nach dem Rückzug seines Vaters aus der Anwaltskanzlei wurde er 1855 Seniorpartner und war Direktor von Unternehmen, die in Dampf-, Bergbau- und Handelsunternehmen, Versicherungsunternehmen und Bausparkassen tätig waren, darunter die Bank of New South Wales und die Australia Gaslight Company.
Ende der 1850er Jahre begann Allen zudem sein politisches Engagement in der Kommunalpolitik und war zwischen 1859 und 1877 sowohl Mitglied des Gemeinderates (Municipal Council) als auch erster Bürgermeister von Glebe, heute ein Vorort von Sydney. Zugleich wurde er 1859 Trustee der Sydney Grammar School. Am 6. Juni 1860 wurde er erstmals Mitglied im Parlament von New South Wales und gehörte bis zum 13. Mai 1861 als ernanntes Mitglied dessen Legislativrat (New South Wales Legislative Council) an. Am 11. Dezember 1869 wurde er schließlich Mitglied der Legislativversammlung (Legislative Assembly) und vertrat in diesem bis zum 14. August 1883 den Wahlkreis Glebe. 1870 wurde er Präsident des Law Institute of New South Wales, des Instituts für Recht, und 1873 zudem Mitglied des Rates für Bildung (Council of Education).
Am 9. Dezember 1873 wurde George Wigram Allen im ersten Kabinett von Premier Henry Parkes Minister für Justiz und öffentlichen Unterricht (Minister of Justice and Public Instruction) und bekleidete dieses Amt bis zum 8. Februar 1875. Im Anschluss wurde er am 23. März 1875 als Nachfolger von William Munnings Arnold als Speaker of the Legislative Assembly zum Sprecher der Legislativversammlung des Parlaments von New South Wales mit nur einer Stimme Vorsprung. Obwohl er aufgrund von Wahlunregelmäßigkeiten sofort zurücktrat, wurde er mit großer Mehrheit daraufhin erneut zum Sprecher wiedergewählt und war damit der Erste in Australien geborene Sprecher. Er bekleidete das Amt des Sprechers bis zum 23. November 1882, woraufhin Edmund Barton seine Nachfolge antrat. Am 4. Oktober 1877 wurde er zum Knight Bachelor (Kt) erhoben, so dass er seitdem den Namenszusatz „Sir“ führte. Daneben war er zwischen 1878 und seinem Tode 1885 Mitglied des Senats der Universität Sydney und Vizepräsident der Königlichen Kommissionen für die Sydney International Exhibition (1879) sowie die Melbourne International Exhibition (1880). Darüber hinaus engagierte sich Allen, der selbst Mitglied der Wesleyanischen Kirche war, für die kirchliche Missionsgesellschaft CMS (Church Mission Society) und die Bibelgesellschaft BFBS (British and Foreign Bible Society), deren Präsident er zum Zeitpunkt seines Todes 1885 war. Am 1. Februar 1884 wurde er zudem zum Knight Commander des Order of St Michael and St George geschlagen.
Aus seiner im Juli 1851 geschlossenen Ehe mit Marian Allen gingen vier Töchter und sechs Söhne hervor, der Arthur Wigram Allen (1862–1941), ein bekannter Amateurfotograf und dessen zahlreiche Fotografien An Edwardian Summer: Sydney and beyond through the lens of Arthur Wigram Allen (Nachdruck, Sydney 2010) veröffentlicht wurden.

## Hintergrundliteratur
- The Presiding Officers of the Parliament of New South Wales, Sydney, 1995